# Rothschildia martha
Rothschildia martha är en fjärilsart som beskrevs av Rothschild 1907. Rothschildia martha ingår i släktet Rothschildia och familjen påfågelsspinnare. Inga underarter finns listade.